# Ẩm thực Somalia

Vị trí của Somalia

Ẩm thực Somali thay đổi theo từng khu vực và là sự kết hợp giữa các truyền thống ẩm thực khác nhau của Somali đồng thời chịu thêm một số ảnh hưởng từ nền ẩm thực Đông Phi, Ả Rập, Thổ Nhĩ Kỳ và Ý. Nó là kết quả của truyền thống thương mại và mậu dịch của Somalia. Một số món ngon đáng chú ý của Somali bao gồm sabayad, lahoh/injera, halva, sambuusa và Muqmaad (thịt bò).